# Green IT Cube
Der Green IT Cube ist eines der größten Hochleistungsrechenzentren der Welt an der Gesellschaft für Schwerionenforschung in Darmstadt. Es dient der Unterbringung der Rechen- und Speicherkapazitäten, welche benötigt werden, um die Messdaten des neuen Teilchenbeschleunigers FAIR auszuwerten, damit verbundener Simulationen und Experimente durchzuführen und die dabei gewonnenen Daten vorzuhalten. Teile des Rechenzentrums werden derzeit bereits von Projektpartnern sowie von der Standort-IT der GSI genutzt. Das Rechenzentrum wurde am 22. Januar 2016 nach etwa einjähriger Bauphase in Betrieb genommen. Die Baukosten betrugen 16 Millionen Euro.

## Planung und Bau
Der Green IT Cube ist das zweite große Rechenzentrum, welches auf dem Konzept des eCube aufbaut; einem Ansatz zur besonders energieeffizienten Konstruktion von Rechenzentren, welches auf der Arbeit am HPC-Forschungsrechenzentrum der Goethe-Universität Frankfurt fußt und 2011 durch das Wirtschaftsförderungsprogramm LOEWE ermöglicht wurde. Die Bauzeit war ursprünglich von 2012 bis 2014 geplant, die Kosten mit 19 Millionen Euro angesetzt.
Die Verwendung von Wasser statt Luft als Kühlmittel ermöglicht einen deutlich einfacheren Aufbau, da weder thermischen Luftbewegungen berücksichtigt oder gelenkt werden, noch eine Trennung von Zu- und Abluft gewährleistet werden muss. Das Rechenzentrum kommt daher ohne doppelte Böden und sogar ohne feste Böden aus, sondern wurde durchlässig als Stahlgerüstkonstruktion gebaut. Es ist eines der größten Stapelregale der Welt. Die durchschnittliche Geschosshöhe konnte gegenüber üblichen Rechenzentren von 5,5 auf 3 Meter verringert werden. Die Baukosten fielen mit 1.300 Euro pro Kilowatt Kühlleistung deutlich niedriger aus, als der Branchendurchschnitt von 6.000 bis 7.000 Euro.

### Technische Kennzahlen
Das Gebäude hat eine Grundfläche von 27 mal 30 Meter, bei einer Höhe von 22 Meter für 6 Ebenen. Das Versorgungsbeäude nimmt noch einmal eine Grundfläche von 27 mal 13 Meter bei einer Höhe von 7 Meter ein. Insgesamt können im Gebäude 768 Racks mit einer Höhe von je 2,2 Metern untergebracht werden. Stand Juni 2021 sind 600 Nodes mit 35.000 CPUs und 400 GPUs installiert. Die Speicherkapazität beträgt derzeit 35 Petabyte und soll im Endausbau auf 100 Petabyte steigen. Die Datenanbindung hat eine Kapazität von 1 Terabyte pro Sekunde.

## Energieeffizienz
Der Green IT Cube zeichnet sich durch ein besonders energieeffizientes Kühlsystem aus. Die Kühlleistung beläuft sich derzeit (Stand September 2022) auf vier Megawatt und wird im Endausbau auf 12 Megawatt steigen. Das Kühlsystem nutzt Wasser als Energieträger, welches durch die Türen der Serverschränke geführt wird, wodurch vollständig auf Umluftkühlung verzichtet werden kann. So wird ein PUE-Wert von etwa 1,07 erreicht; das heißt die Kühlung der Anlage verbraucht nur 7 Prozent der Energie, welche für die darin untergebrachten Computer aufgewandt wird. Bei üblichen Rechenzentren gelten Werte von 70 Prozent als normal und 35 Prozent bereits als innovativ. Im Probebetrieb wurde von PUE von 1,05 erreicht, im Teilbetrieb 2016 – mit nur einem Drittel der maximalen Kühlleistung – sogar ein Wert von 1,02. Die entstehende Abwärme wird zudem genutzt, um die Gebäude des Forschungsinstituts zu beheizen.
Zu den ersten Systemen, welche im Green IT Cube untergebracht wurden, gehörte das am Frankfurt Institute for Advanced Studies entwickelte „L-CSC“, welches Ende 2014 der energieeffizienteste Supercomputer der Welt war.
Für das Gesamtkonzept wurde 2020 ein europäisches Patent erteilt, welches auch die Anpassung bestehender Anlagen beinhaltet. Die Familie Nixdorf hat bereits angekündigt fünf Green Cubes in München bauen zu wollen.
Der Green IT Cube gilt daher als Vorreiterprojekt für die in den kommenden Jahrzehnten in Europa anstehenden Herausforderungen in der Green IT.

## Forschung und Entwicklung am Green IT Cube
Am Green IT Cube wird Grundlagenforschung aus den Bereichen Physik, Materialforschung, Medizin und Biologie durchgeführt und unterstützt. Derzeit wird das Projekt zu einem europäischen Forschungs- und Transferzentrum mit Themenschwerpunkt „Wasserkühlung von Großrechnersystemen“ ausgebaut. Zu diesem Zweck wurde aus dem Programm REACT-EU eine Fördersumme von 5,5 Millionen Euro bewilligt. Parallel dazu soll die IT-Infrastruktur des Hessischen Zentrums für Künstliche Intelligenz „hessian.AI“ am Standort untergebracht werden, wofür die Landesregierung weitere 10 Millionen Euro bewilligt hat.
Für Unternehmen, Startups und Forschungsinstitute steht der Green IT Cube außerdem als Reallabor und Testrechenzentrum zur Verfügung, wodurch Technologien, Produkte und Dienstleistungen unter realen Bedingungen eines Hochleistungsrechenzentrums erprobt werden können.
Am 8. und 9. Juni 2022 fand der Data Center Expert Summit an der GSI statt.

## Auszeichnungen
- 2020: Blauer Engel[12]
- 2016: Energy Awards, Kategorie „Industrie“[13]
- 2015: Datacloud Awards, Kategorie „End User Innovation“[14]
- 2014: Platz 1 auf der „Green500“-Liste der energieeffizientesten Supercomputer (November 2014)[15]
- 2013: Deutscher Rechenzentrums Preis[14]
- 2013: DataCenterDynamics Awards, Kategorie „Blueprint“[14]
- 2011: Green IT Best Practice Award, Kategorie „Visionäre Gesamtkonzepte“[16]